# 浅野直道
浅野 直道（あさの なおみち、生年不詳 - 宝暦13年5月13日（1763年6月23日））は、大石良雄の娘大石るりの夫となった武士。

## 生涯
広島藩浅野家の一族の者であり、浅野忠吉の叔父長季の子孫。広島藩では組頭（1000石）をつとめていた。通称は長十郎、修理、庄左衛門、堅物など。初名は信之といった。宝永6年（1709年）12月、半平重興の家督を相続。正徳3年（1713年）に大石良雄の三男大石大三郎の広島藩浅野家仕官が決まると、大石良雄の次女大石るりも母香林院とともに広島へ移ってきた。その翌年に藩主浅野吉長の命令があり、るりを正室として娶った。しかしるりとの間には一女にしか恵まれず、天野伝兵衛の子直郷をこの女子と結婚させて婿養子に入れたが、家督前に病死。るりも寛延4年（1751年）6月29日に広島で死去。
結局、宝暦9年（1759年）、直道の妾腹の女子と結婚させた婿養子一興（蓑浦興知三男）に家督を継がせた。没後はるりと同じ広島の禅林寺に葬られた。昭和20年（1945年）8月6日の原爆投下で禅林寺本堂が焼失、るりと直道の墓も全焼全壊した。のちに浅野直道家の歴代墓が、境内の檀家墓地に再建されている。